# Bisdom Vicenza

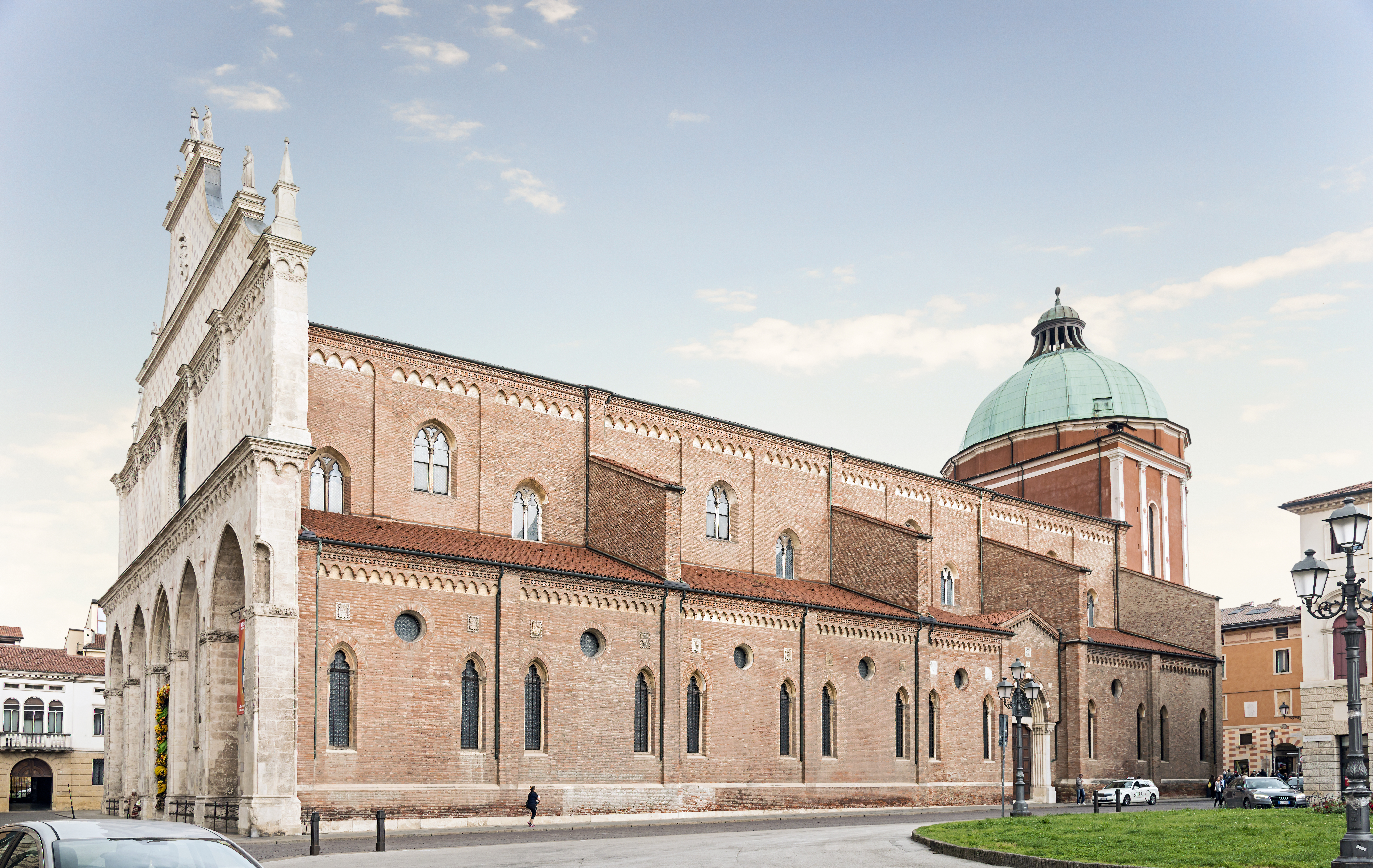
Kathedraal van Vicenza

Het bisdom Vicenza (Latijn: Dioecesis Vicentina, Italiaans: Diocesi di Vicenza) is een in Italië gelegen rooms-katholiek bisdom met zetel in de stad Vicenza. Het bisdom behoort tot de kerkprovincie Venetië en is samen met de bisdommen Adria-Rovigo, Belluno-Feltre, Chioggia, Concordia-Pordenone, Padua, Treviso, Verona en Vittorio Veneto suffragaan aan het patriarchaat Venetië.
Het bisdom werd opgericht in de 2e eeuw. Vicenza was eerst suffragaan aan Aquileja, vervolgens aan Udine, en sinds 1818 aan Venetië.

## Bisschoppen van Vicenza
| - 589–591: Oronzio - 813–?: Reginaldo - 820–?: Andrea - 827–?: Franco - 880–881: Aicardo - 901–915: Vitale - 956–?: Giraldo - ca. 967–973: Rodolfo - 995–997: Lambert - 1000–ca. 1013: Girolamo - 1013–1027: Tebaldo - 1028–1050: Astolfo - 1055–1074: Liudigerio - ?–1080: Didalo - 1080–1108: Ezzelino - ca. 1108–ca. 1123: Torengo - 1123–ca. 1131: Enrico - 1134–1154: Lotario - 1158–1161: Umberto I - 1164–1178: Aribert - 1179–1184: Zalige Giovanni Cacciafronte - 1184–1200: Pistore - 1202–1213: Umberto II - 1213–1219: Nicolò Maltraversi (ook bisschop van Reggio nell’Emilia) - 1219–1227: Zilberto - 1232–1255: Manfredo de' Pii - 1255–1270: Zalige Bartolomeo da Breganze - 1270–1287: Bernardo Nicelli - 1287–1295: Pietro Saraceni - 1295–1296: Andrea de' Mozzi (fiorentino) | - 1296–1303: Zalige Rainaldo Concoreggi - 1304–1314: Altegrado dei Cattanei da Lendinara - 1315–1321: Sperendio da Verona - 1321–1335: Francesco Temprarini - 1336–1347/9: Biagio da Leonessa - 1348/9–1361: Egidio de' Boni da Cortona - 1362–1386: Giovanni de' Surdis (ook bisschop van Mantua) - 1387–1387: Nicolò da Verona - 1388–1389: Pietro Filargo, O.F.M. (ook bisschop van Novara) - 1390–1390: Giorgio de' Tortis - 1390–1409: Giovanni da Castiglione - 1409–1433: Pietro Emiliani - 1433–1451: Francesco Malipiero - 1451–1464: Pietro Barbo - 1465–1471: Marco Barbo - 1471/3–1501: Battista Zeno - 1501–1507: Pietro Dandolo - 1507: Galeotto Franciotti della Rovere - 1508–1509: Sisto della Rovere - 1509–1514: Francesco della Rovere - 1515–1524: Francesco Soderini - 1524–1550: Niccolò Ridolfi (administrator) - 1550–1560: Angelo Bragadin - 1560–1566: Giulio della Rovere (ook bisschop van Ravenna) - 1565–1579: Matteo Priuli - 1579–1603: Michele Priuli - 1603–1606: Giovanni Dolfin - 1606–1625: Dionisio Dolfin - 1626–1629: Federico Corner (vervolgens bisschop van Padua) - 1632–1639: Luca Stella | - 1639–1655: Marco Antonio Bragadin - 1656–1659: Giovanni Battista da Brescia - 1660–1684: Giuseppe Civran - 1684–1702: Gio Battista Rubini - 1702–1738: Sebastiano Venier - 1739–1767: Marino Antonio Priuli - 1767–1779: Marco Corner - 1779–1785: Alvise Maria Gabrieli - 1785–1810: Marco Zaguri - 1810–1830: Giovanni Maria Peruzzi - 1832–1860: Giovanni Giuseppe Cappellari - 1860–1888: Zalige Giovanni Antonio Farina - 1888–1892: Antonio Maria De Pol - 1893–1909: Antonio Feruglio - 1911–1943: Ferdinando Rodolfi - 1943–1971: Carlo Zinato - 1971–1988: Arnoldo Onisto - 1988–2003: Pietro Giacomo Nonis - 2003–2010: Cesare Nosiglia - 2011–heden: Beniamino Pizziol |